# Candy Candy (romanzo)
Candy Candy (キャンディ・キャンディ?, Kyandi Kyandi) è un romanzo giapponese del 1978 scritto da Keiko Nagita (meglio nota con lo pseudonimo Kyoko Mizuki) che narra le vicende della piccola orfanella Candy (Candice White) dall'infanzia alla maturità sullo sfondo della prima guerra mondiale, e ambientate tra gli Stati Uniti e l'Inghilterra. Il romanzo, rimasto inedito all'estero, è tratto da un manga del 1975 scritto dalla stessa autrice e illustrato da Yumiko Igarashi intitolato Candy Candy, successivamente trasposto dalla Toei Animation nell'omonima serie televisiva anime di 115 episodi a partire dall'anno successivo della sua pubblicazione; entrambe queste opere riscossero molto successo in tutto il mondo.
Nel 2010, l'autrice ha rivisitato la storia ripubblicandola nel romanzo Candy Candy: Final Story. Le vicende sono suddivise in due volumi che però mantengono lo stesso titolo. Il romanzo è stato pubblicato solo in Giappone fino al dicembre 2014, anno in cui è stata editata la prima edizione estera in lingua italiana. Anche l'edizione italiana è stata divisa in due volumi intitolati Candy Candy e Candy Candy - Lettere editi da Kappalab, e successivamente raccolti in un singolo volume intitolato Candy Candy Il Romanzo Completo.

## Trama

### Prima parte
Candy viene abbandonata ancora in fasce davanti a un orfanotrofio conosciuto come la "Casa di Pony" gestito da Miss Pony e Suor Lane, situato in un ameno villaggio degli Stati Uniti d'America. Assieme a Candy, quello stesso giorno viene ritrovata anche un'altra bambina, Annie, che crescendo diventerà amica inseparabile di Candy. Annie viene adottata dalla ricca famiglia Brighton, che a causa della sua posizione sociale impone a Annie di rompere ogni legame con il suo vecchio orfanotrofio, ritenendolo una fonte di vergogna. Anche Candy viene accolta in casa dalla famiglia Lagan, che la tratterà quasi come una serva e cadrà vittima di molti scherzi orditi dai fratelli Eliza e Neal.
Candy non si sente per niente felice, ma la sua vita prende una svolta decisiva quando su una collina incontra un ragazzo biondo che suona la cornamusa. La ragazza ne rimane incantata e il "principe della collina" la consola spronandola a sorridere. Nei giorni successivi, Candy non fa che pensare a quel ragazzo e sogna di incontrarlo di nuovo, conservando di lui solo una spilla contrassegnata da una lettera "A" cadutagli il giorno del loro incontro. Tramite la famiglia Lagan, Candy entra in contatto con la famiglia Ardley e in special modo con i fratelli Alistair "Stair" e Archibald "Archie" Cornwell e il loro cugino Anthony Brown che chiederanno al loro prozio William di adottarla nella loro famiglia. Candy incontra Albert nel bosco, un giovane uomo che ama prendersi cura degli animali. Candy comincia a vivere dei giorni felici in compagnia dei tre ragazzi, sempre gentili con lei, e stringerà un rapporto sempre più stretto con Anthony, il quale somiglia molto al principe della collina che incontrò quel giorno. Durante una caccia alla volpe, Anthony muore cadendo da cavallo e Candy afflitta, torna alla Casa di Pony. Tuttavia lo zio William desidera farla studiare nella prestigiosa scuola londinese Royal Saint Paul School e Candy, che farebbe di tutto per riconoscenza verso il suo tutore accetta la proposta.
Nel viaggio in mare verso l'Inghilterra, Candy si imbatte in un ragazzo che inizialmente scambia per Anthony, ma si accorgerà subito che non si tratta di lui, anche per via del suo comportamento sgradevole nei suoi confronti. Nella scuola Candy ritrova Stair e Archie ma anche Eliza e Neal e successivamente Annie, che si innamorerà di Archie. Candy stringe subito amicizia con Patricia che, pur essendo timida, vorrebbe difenderla dalle cattiverie di Eliza. Candy ritrova anche il ragazzo del piroscafo, Terence "Terry" G. Granchester, ma tra i due continuano ad esserci incomprensioni, che col passare del tempo si trasformeranno in un'infatuazione che porterà a Candy una marea di problemi. Nella scuola vigono delle regole molto severe, tra cui il divieto di tenere animali nell'istituto; quando viene scoperto che Patty tiene una tartaruga, Candy tenta di proteggerla finendo perfino con l'offendere la direttrice suor Gray, che la rinchiude nella prigione della scuola vietandole la partecipazione all'imminente festa di maggio.

### Seconda parte
Candy esce dalla cella per partecipare alla festa di maggio con dei costumi di Romeo e Giulietta inviatole dallo zio William per l'occasione. Terry la riconosce, passa il pomeriggio assieme a lei e le dà un bacio.
Nelle vacanze estive trascorse nella sede scozzese della scuola, tutti gli studenti hanno più tempo libero e meno restrizioni e Candy un giorno va a trovare Terence nella sua villa. Il giovane sta cacciando in malo modo Eleanor Baker, sua madre e attrice americana di fama internazionale. Dopo la sua nascita, il padre volle tenere con sé il suo unico erede Terence Granchester e divorziò dalla madre. Quando Terry andò a trovarla dopo anni di separazione, Eleanor Baker non lo volle vedere per non infangare la sua reputazione e il ragazzo fuggì in Inghilterra nello stesso piroscafo di Candy. Candy essendo orfana non sopporta l'idea di voler allontanare un genitore e supplica Terry di accogliere sua madre che vuole scusarsi con lui per il passato. Alla fine Terry dà retta a Candy e fa pace con sua madre.
L'estate finisce e Eliza anch'essa innamorata di Terry, è sempre più gelosa di Candy e, con uno stratagemma li incastra facendoli trovare insieme in piena notte dalla direttrice. Candy viene rinchiusa nella prigione e Terry solo confinato in camera sua per una settimana. La disparità delle due punizioni è dovuta agli assegni mensili che la Saint Paul riceve dal padre di Terry. Terence non sopporta più la sua situazione e rinnega il nome della sua famiglia lasciando la scuola per andare in America. Anche Candy, dopo averlo saputo, abbandona l'istituto per inseguire Terry, scusandosi in una lettera con il prozio William per l'enorme delusione che gli dà.

## Seguito
Nel 2010 l'autrice ha pubblicato una nuova edizione del romanzo, intitolato Candy Candy: Final Story, che consiste in due volumi, suddivisi in tre parti. Nel primo volume riprende le vicende già note negli anime e nei manga; nel secondo volume racconta gli eventi accaduti alla protagonista anni dopo la conclusione delle sue avventure giovanili, in forma di romanzo epistolare. In questa parte, la protagonista ha circa trentacinque anni e abita nel Regno Unito nei pressi del fiume Avon. In Italia è stato pubblicato da Kappalab con il titolo Candy Candy - Il romanzo completo.